# Alumi Craft
Alumi Craft ist ein 2004 gegründeter US-amerikanischer Hersteller von Rennwagen. Es stellt geländegängige Autos (vorrangig aus Aluminium) her, welch vornehmlich bei Rallyes oder Dirt-Rennen eingesetzt werden. Seinen Sitz hat das Unternehmen im kalifornischen Santee.

## Geschichte

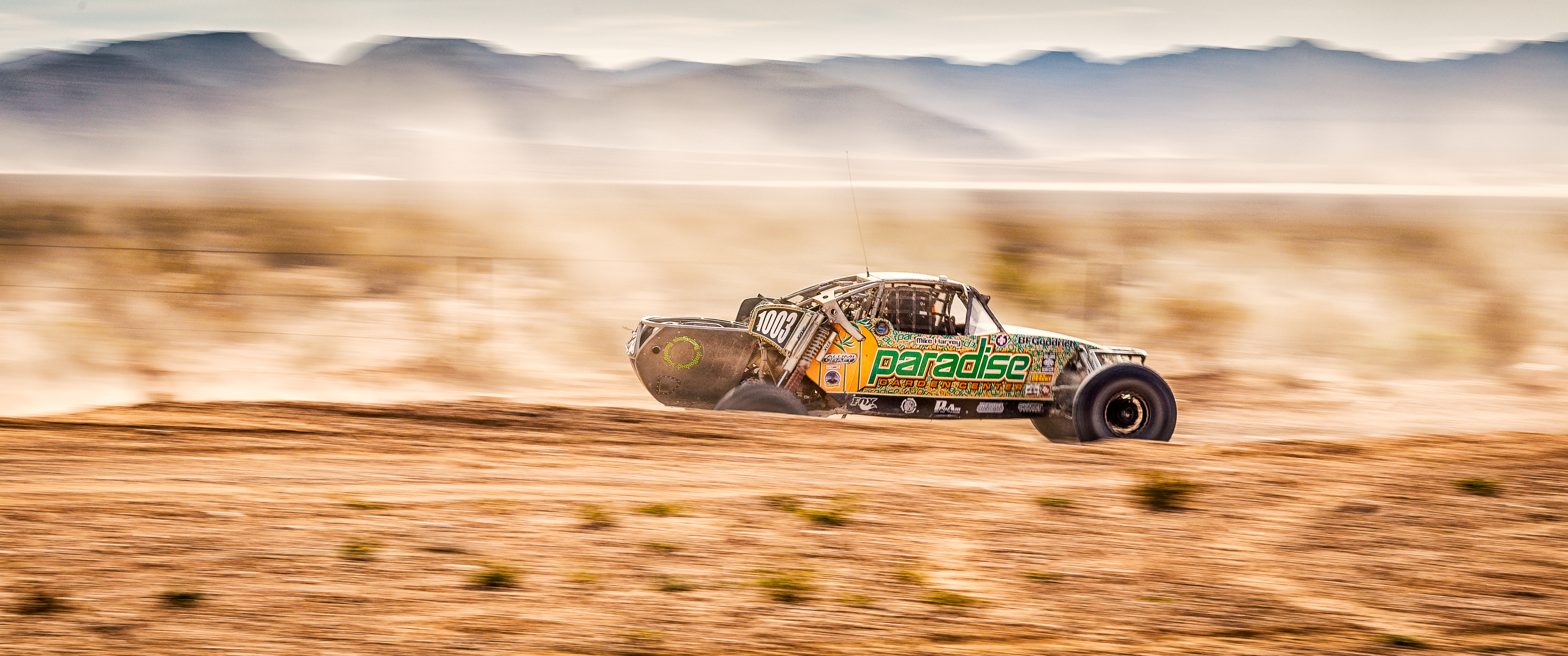
Ein Fahrzeug von Alumi Craft beim Mint 400 Desert Race

Das Unternehmen stellte ursprünglich Aluminiumkomponenten für andere Offroad-Rennwagen her. Nachdem jedoch die Qualität und neuartige Entwicklungen von Alumi Craft bekannt geworden war, regten einige Kunden an, eigene Offroad-Rennwagen herzustellen.
Das Unternehmen fertigt die Autos zum Teil in einer Basisausstattung und verkauft sie, die meisten jedoch werden auf Kundenwunsch besprochen und gebaut. Dabei gibt es verschiedenste Designdienstleistungen und Wahlmöglichkeiten für das individuelle Fahrzeug. Ferner werden Nachrüstungen und Reparaturen an Fahrzeugen angeboten, wie der Austausch des Motors oder des Getriebes. Des Weiteren stehen laut Werbung neben Modifikationen der Radaufhängungen und angepassten Aluminiumteilen viele weitere Funktionen zur Verfügung.
Alumi Craft formuliert den Anspruch an sich selbst wie folgt: „If it’s not fast, reliable and safe, it doesn’t leave our shop.“ (zu Deutsch: „Wenn es nicht schnell, zuverlässig und sicher ist, verlässt es nicht unseren Verkaufsstelle“)

## Modelle

### Wüstenfahrzeuge
| Modell                                                                        | Motor                          |  |
| ----------------------------------------------------------------------------- | ------------------------------ |  |
| Alumi Craft Class 6100                                                        | 430 PS / General Motors        |  |
| Alumi Craft Class 1                                                           | jeder Motor                    |  |
| Alumi Craft Class 10                                                          | Redline Performance 2.4 Ecotec |  |
| Alumi Craft Class 16                                                          | VW 1600cc                      |  |
| Alumi Craft Ausi „Special“ (wurde an die Bedingungen in Australien angepasst) | V6 oder V8                     |  |

### Kurzstreckenfahrzeuge
| Modell                          | Motor                          |  |
| ------------------------------- | ------------------------------ |  |
| Alumi Craft Pro Lite Unlimited  | auf Anfrage                    |  |
| Alumi Craft Pro Buggy Unlimited | Redline Performance 2.4 Ecotec |  |
| Alumi Craft Limited Buggy       | VW Air Cooled                  |  |

### Prerun & Play
| Modell                       | Motor                               |  |
| ---------------------------- | ----------------------------------- |  |
| Alumi Craft Grande Prerunner | auf Anfrage                         |  |
| Alumi Craft Sportsman Pro    | Redline Performance Chevy LS Series |  |
| Alumi Craft Sportsman Lite   | V6 oder V8                          |  |

## Rennsport
Seit seiner Gründung im Jahre 2004 hat das Unternehmen zahlreiche Erfolge im Rennsport zu verzeichnen. Achtmal war Alumi Craft Champion des Lucas Oil Challenge Cup, viermal Crandon World Champions sowie 54 Punktmeisterschaften, 22 Kurzstrecken und 32 Strecken in der Wüste.

## Vertretung in Videospielen
Bekanntheit erlangte besonders das Auto Alumi Craft Class 10, dass in der Spielreihe Forza Horizon seit dem 3 Spiel, Forza Horizon 3, in jedem Spiel der Reihe vertreten ist.